# Hereroa aspera
Hereroa aspera är en isörtsväxtart som beskrevs av L. Bol. Hereroa aspera ingår i släktet Hereroa och familjen isörtsväxter. Inga underarter finns listade i Catalogue of Life.